# Sam Hardy (acteur)
Pour les articles homonymes, voir Sam Hardy et Hardy.
Sam Hardy est un acteur, scénariste et producteur américain né le 21 mars 1883 à New Haven, Connecticut (États-Unis), mort le 16 octobre 1935 à Hollywood (Californie).

## Filmographie

### Comme acteur
- 1915 : Judy Forgot : Freddy
- 1915 : Over Night : Percy Darling
- 1917 : At First Sight : Hartly Poole
- 1918 : La Case de l'oncle Tom (Uncle Tom's Cabin) de J. Searle Dawley : Simon Legree
- 1918 : A Woman's Experience : George Roydant
- 1919 : L'Affaire Buckley (Almost Married) de Charles Swickard : Lt. James « Jim » Winthrop, Jr.
- 1919 : His Father's Wife : Lieutenant James « Jim » Winthrop Jr.
- 1921 : Get-Rich-Quick Wallingford de Frank Borzage : J. Rufus Wallingford
- 1923 : Mighty Lak' a Rose : Jerome Trevor
- 1923 : Patricia (Little Old New York) de Sidney Olcott : Cornelius Vanderbilt
- 1925 : When Love Grows Cold : William Graves
- 1925 : The Half-Way Girl : Jardine
- 1925 : Bluebeard's Seven Wives : Gindelheim
- 1926 : The Savage : Managing Editor
- 1926 : The Great Deception : Handy
- 1926 : Prince of Tempters : Apollo Beneventa
- 1927 : The Perfect Sap : Nick Fanshaw
- 1927 : Orchids and Ermine : Hank
- 1927 : High Hat : Tony
- 1927 : Fay et Fanchette (Broadway Nights) : Johnny Fay
- 1927 : The Life of Riley (en) de William Beaudine : Al Montague
- 1927 : A Texas Steer : Brassy Gall
- 1928 : Burning Up Broadway : Spike
- 1928 : Turn Back the Hours : « Ace » Kearney
- 1928 : The Big Noise : Philip Hurd
- 1928 : Diamond Handcuffs : Spike
- 1928 : The Butter and Egg Man : Joe Lehman
- 1928 : The Night Bird : Gleason
- 1928 : Outcast : Jack
- 1928 : Give and Take : Industriel
- 1929 : The Rainbow : Derbyy Scanlon
- 1929 : When Caesar Ran a Newspaper
- 1929 : Amour vainqueur (The Rainbow Man) de Fred C. Newmeyer : Doc Hardy
- 1929 : A Man's Man de James Cruze : Charlie
- 1929 : La Revue en folie (On with the Show!), d'Alan Crosland : Jerry
- 1929 : Dear Vivian
- 1929 : Big News : Reno
- 1929 : Chimères (Fast Company) : Dave Walker
- 1929 : Acquitted : Egan
- 1929 : Cabaret mexicain (Mexicali Rose) de Erle C. Kenton : Happy Manning
- 1930 : Burning Up (en) : Windy Wallace
- 1930 : Chanson de l'Ouest (Song of the West) : Davolo
- 1930 : True to the Navy : Brady
- 1930 : The Florodora Girl : Harry Fontaine
- 1930 : Épouses à louer (Borrowed Wives) de Frank Strayer : Parker
- 1930 : The Leather Pushers
- 1930 : Kid Roberts
- 1930 : Reno : J.B. Berkley
- 1930 : Hammer and Tongs
- 1930 : The Knockout
- 1930 : You Said It, Sailor
- 1930 : The Comeback
- 1930 : The Mardi Gras
- 1930 : All for a Lady
- 1931 : Framed!
- 1931 : The Lady Killer
- 1931 : Kane Meets Abel
- 1931 : The Champion
- 1931 : June Moon : Sam Hart
- 1931 : Le Millionnaire (The Millionaire) de John G. Adolfi : M.. « Mac » McCoy
- 1931 : Annabelle's Affairs d'Alfred L. Werker : James Ludgate
- 1931 : La Femme aux miracles (The Miracle Woman) de Friedrich Wilhelm Murnau : Bob Hornsby
- 1931 : The Magnificent Lie de Berthold Viertel : Larry
- 1931 : Peach-O-Reno : Juge Jackson
- 1932 : Rule 'Em and Weep : King Frenzi
- 1932 : The Dark Horse : M. Black
- 1932 : Make Me a Star : Jeff Baird
- 1932 : Le Fantôme de Crestwood (The Phantom of Crestwood) de J. Walter Ruben : Pete Harris
- 1933 : Stolen by Gypsies or Beer and Bicycles : Sinclair Sable
- 1933 : Aunt Sally : Michael 'King' Kelly
- 1933 : The Face in the Sky : Triplet The Great
- 1933 : Goldie Gets Along : Sam Muldoon
- 1933 : King Kong : Charles Weston
- 1933 : The Big Brain : Slick Ryan
- 1933 : La Lune à trois coins (Three-Cornered Moon) d'Elliot Nugent : Hawkins
- 1933 : One Sunday Afternoon : Dr. Startzman
- 1933 : Ann Vickers : Russell Spaulding
- 1933 : Curtain at Eight : Marty Gallagher
- 1934 : Petite Miss (Little Miss Marker) de Alexander Hall : Benny the Gouge
- 1934 : I Give My Love : Pogey
- 1934 : Transatlantic Merry-Go-Round (en) de Benjamin Stoloff : Jack Summers
- 1934 : Night Alarm : Editor Stephen Caldwell
- 1934 : La Joyeuse Fiancée (The Gay Bride) : Daniel J. Dingle
- 1935 : Cœurs brisés (Break of Hearts) : Marx
- 1935 : Hooray for Love : M.. Ganz, aka Abbey
- 1935 : Powdersmoke Range (en) de Wallace Fox : Big Steve Ogden

### comme producteur
- 1922 : The Recoil